# Victoria av Baden
Sophia Maria Victoria av Baden, född 7 augusti 1862 i Karlsruhe, död 4 april 1930 i Rom, var drottning av Sverige från 1907 genom sitt äktenskap med kung Gustaf V, fram till sin död. 
Victoria föddes som prinsessa av Baden och var dotter till storhertig Fredrik I. Då hon gifte sig med Sveriges kronprins Gustaf blev hon svensk kronprinsessa och så småningom svensk drottning. I Norge var hon kronprinsessa fram till unionsupplösningen 1905. 
Victoria var under större delen av sitt liv sjuklig och vistades mestadels utomlands, i Tyskland och Italien. Hennes relation med maken blev från 1890-talet allt sämre. Hennes relation till livläkaren Axel Munthe var mycket nära; exakt vilket förhållande de hade till varandra råder det delade meningar om. Villa Solliden på Öland är hennes verk.

## Uppväxt
Victoria var enda dotter till storhertig Fredrik I av Baden och hans hustru Louise av Preussen och därigenom dotterdotter respektive kusin till de tyska kejsarna Vilhelm I och Vilhelm II. Hon växte upp på slottet i Karlsruhe med sina två bröder Fredrik och Ludvig. På somrarna flyttade familjen ut till sommarslottet i Mainau. Regelbundet besökte man den tyske kejsarens slott Babelsberg utanför Berlin. Ibland gjorde man resor till St Moritz i Schweiz, Frankrikes västkust eller någon engelsk badort. Det har sagts att Louise var mycket sträng mot sina barn och lät dem sova i kalla rum på hårda sängar för att de skulle härdas vilket i sin tur kan ha grundlagt Victorias dåliga hälsa.

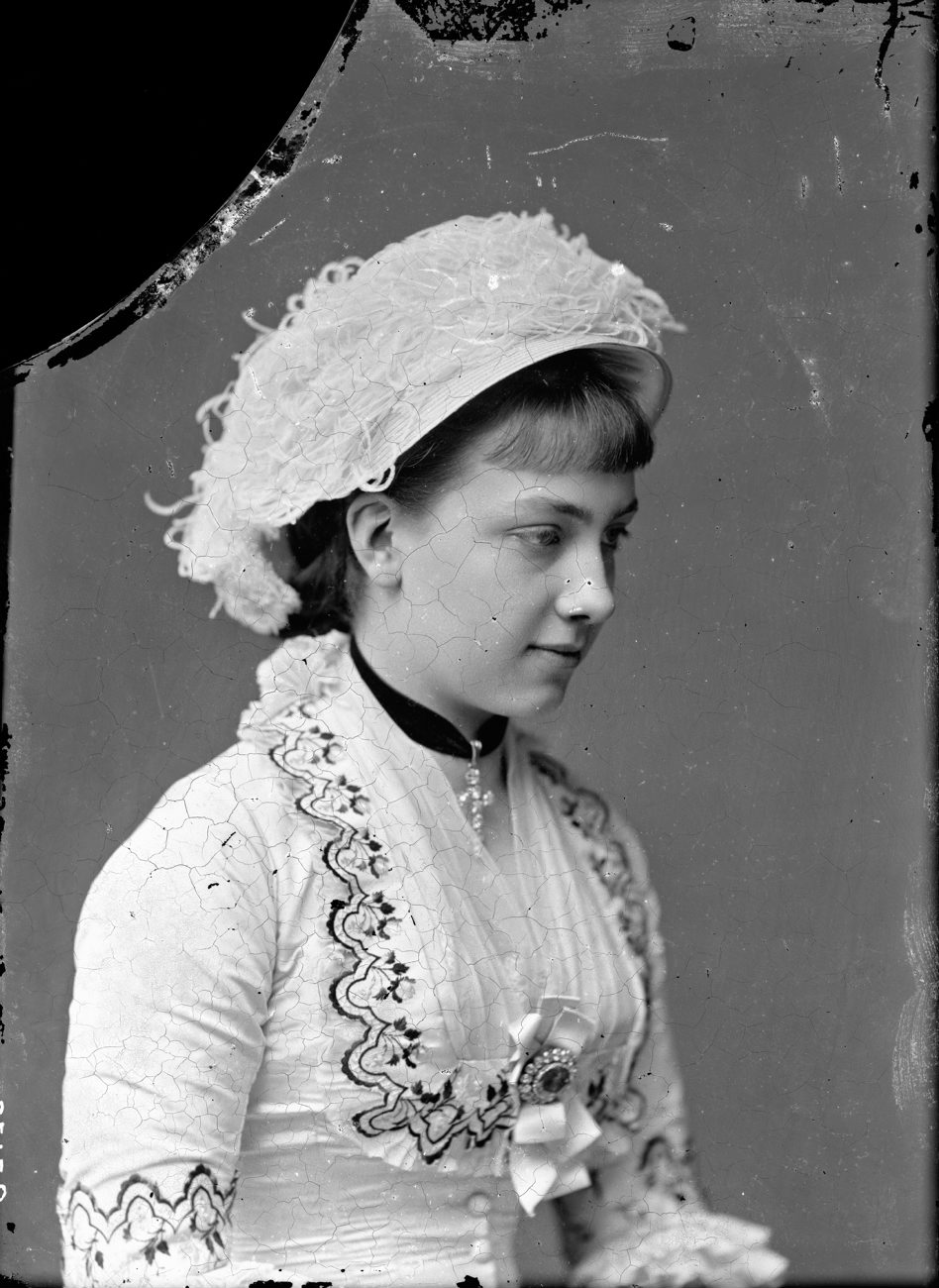
Victoria som ung prinsessa av Baden.

Skolundervisningen påbörjades på allvar 1871 tillsammans med 15 flickor på slottet. Victoria kunde förutom sitt modersmål tala franska och engelska. Hon lärde sig teckna och måla och blev med tiden en skicklig fotograf. Hon var även en duktig pianist och kunde spela Chopin, Beethoven samt favoritkompositören Wagner. Victoria lärde sig också många av Schillers ballader och Uhlands dikter utantill.
Vid sexton års ålder konfirmerades Victoria på adventssöndagen 1878 av Badens primas, prelaten Doll. Efter detta ordnade storhertiginnan Louise kurser på slottet i målning, musik, språk och historia. Den österrikiske dirigenten Felix Mottl lärde Victoria att uppskatta Wagner och när kompositören Franz Liszt besökte slottet fick Victoria vända notbladen när han spelade Schubert.
Innan hon träffade den svenske kronprinsen Gustaf (V) var hon förälskad i den ryske storfursten Nikolaj, kusin till tsar Nikolaj. Tsaren sade nej till giftermål mellan de två eftersom hon och Nikolaj var kusiner. Hennes mor ville att hon skulle gifta sig med den tyske arvprinsen Vilhelm men det sade den tyske rikskanslern Bismarck nej till eftersom även det skulle ha inneburit ett kusinäktenskap.
Frågan om kronprins Gustafs giftermål hade sysselsatt hans föräldrar från slutet av 1870-talet. Kung Oscar ansåg det lämpligt att närmare knyta banden till Tyskland och att en tysk prinsessa då vore lämplig, till exempel den tyske kronprinsens dotter Charlotte av Preussen. I den svenska pressen spekulerades det om ett giftermål med prinsessan Viktoria av Hessen-Darmstadt. Drottning Sophia ville att man även skulle överväga det brittiska kungahuset och kronprins Gustaf träffade drottning Viktorias yngsta dotter Beatrice av Storbritannien utan att det uppväckte något intresse.
Hösten 1879 skickades Gustaf att som observatör följa den tyska höstmanövern utanför Strassburg. Vid besök i London hade Gustaf lärt känna Victorias bror Fredrik och kunde i samband med manövern träffa Victoria och hennes föräldrar. Efter manöverns slut besökte kronprinsen Baden-Baden som storhertigfamiljens gäst men något tycke mellan kronprinsen och Victoria verkar inte ha uppstått vid det tillfället.

## Giftermål

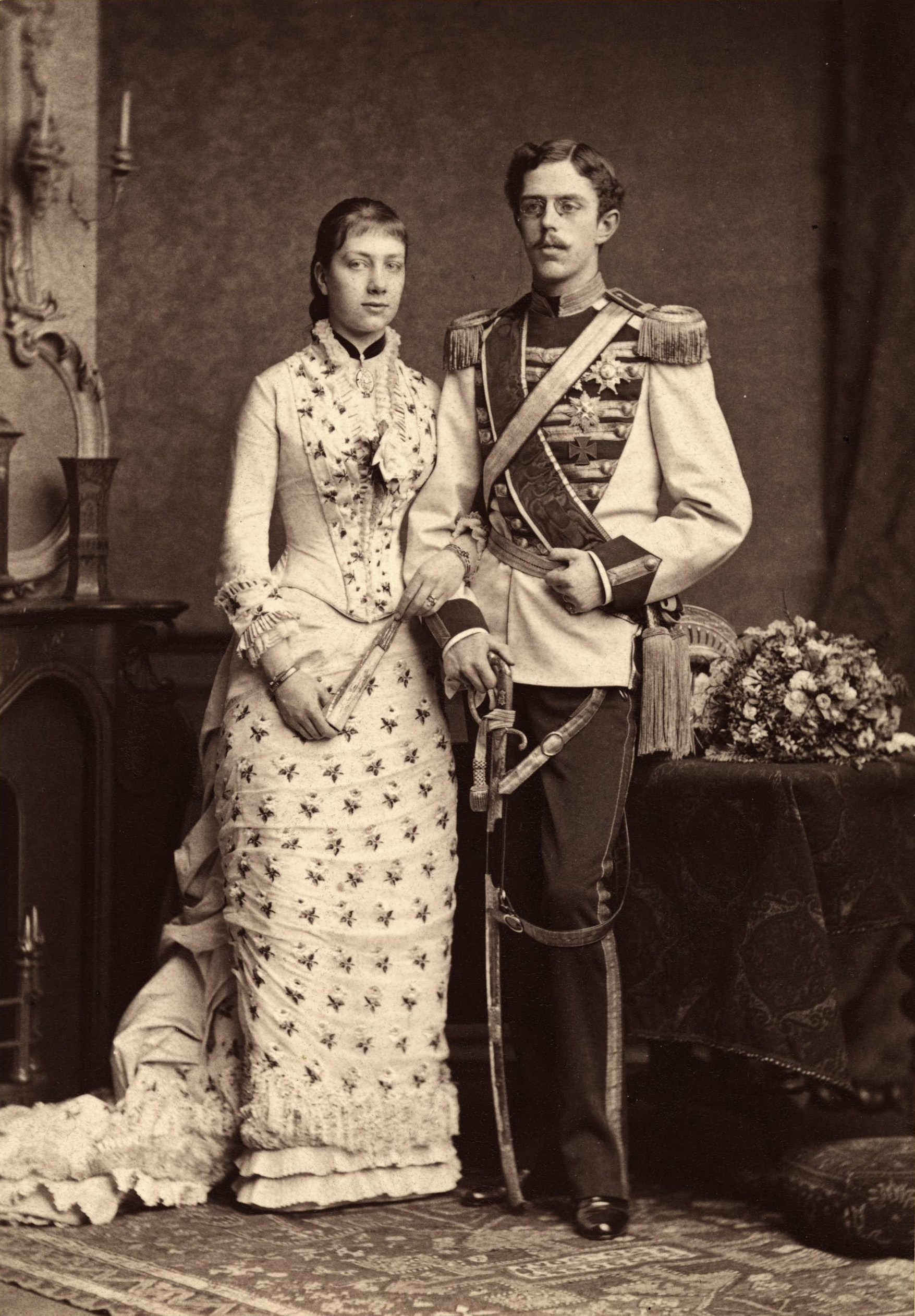
Förlovningsfoto av Victoria och Gustaf 1881.

I februari 1881 skickades kronprins Gustaf att närvara vid giftermålet mellan kronprins Vilhelm av Tyskland, och Auguste Viktoria av Schleswig-Holstein den 27 februari 1881. På besök hos kejsarinnan Augusta träffade kronprinsen första gången Victoria. I Gustafs brev till sin mor kan man följa förälskelsen: Alla människor hava märkt mer eller mindre att vi tycker om varandra, men det gör mig ingenting alls. Ty jag är alldeles bestämd i mitt val och känner mig överlycklig. Storhertig Fredrik bad Gustaf stanna några dagar extra. Redan en vecka efter det första mötet bad kronprinsen om hennes hand. Den 12 mars – som följande år också blev hennes svenska namnsdag – tillkännagavs trolovningen.
Kronprinsen blev därefter tvungen att återvända till Stockholm eftersom kung Oscar hade drabbats av lunginflammation. När denne hade återhämtat sig kunde Gustaf återvända till Karlsruhe och fira påsk med sina blivande svärföräldrar. I maj reste kung Oscar till den tyska kurorten Bad Ems och där fick Victoria tillfälle att träffa honom. Tillsammans med drottning Sofia reste han till slottet Brühl mellan Köln och Bonn för att träffa den tyska kejsarinnan Augusta och bestämma de praktiska arrangemangen i samband med bröllopet.
Resten av sommaren uppehöll sig Victoria i Baden och med sina föräldrar i St. Moritz. Victoria fick lära sig svenska språket. Till hennes födelsedag i augusti kom kronprins Gustav åter på besök. För att lära henne de politiska förhållandena i Sverige anlitades professor skytteanus Oscar Alin, och Oscar II gav henne senare personligen en kurs i den svenska historien.

Den 20 september gifte de sig i slottskapellet i Karlsruhe. Victoria fördes till altaret av sin svärfar och sin morfar kejsar Vilhelm. Victoria var klädd i en brudklänning dekorerad med myrten, brudgummen i Livregementets dragoners uniform. Vid ringväxlingen sköts salut med tre gånger 12 kanonskott.

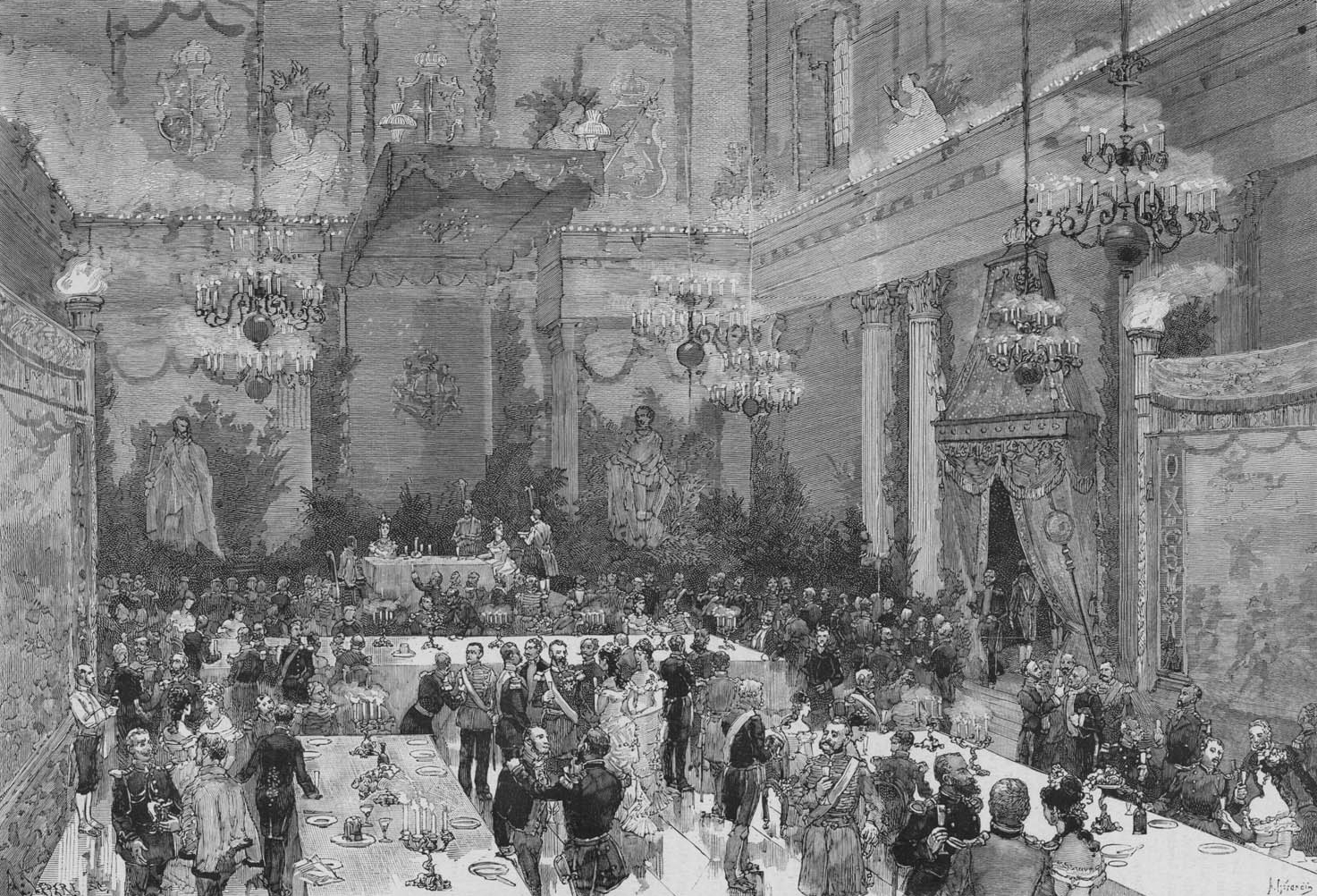
Reportageteckning i Le Monde illustré av bröllopsfesten i Rikssalen i Stockholm.

Efter tre dagars bröllopsfestligheter reste de nygifta till Sverige. Resan gick via Danmark till Fredrikshavn och därefter med fregatten Vanadis till Göteborg och vidare mot Stockholm. I Stockholm vidtog ett par veckors firande med anledning av att Sverige fått en kronprinsessa. Vid den stora galamiddagen den 1 oktober 1881 höll kung Oscar tal och sade: Hennes vagga stod i fjärran land, men hon kommer icke som en främling, ty svenska äro Victorias anor. Måtte dessa murar under en lång och säll framtid hägnande omsluta det hem, till vilket hon genom kärlekens makt nu blivit återbördad.. Följande dag var det högtidsgudstjänst i Slottskyrkan och den 3 oktober hölls en bal på slottet för 2 000 gäster. Den 4 oktober avslutades firandet med en galaföreställning på Kungliga Teatern med framträdande av Kristina Nilsson i bland annat tredje akten ur Faust och två akter ur Hallströms opera Den bergtagna.
Victoria var en  mycket passande äktenskapspartner. Hennes morfar var kejsar Wilhelm I och hennes farmor prinsessan Sofia Wilhelmina, Gustav IV Adolfs dotter. Hon kunde räkna släktskap med Gustav Vasa, vilket var idealiskt för den då ännu relativt nya Bernadottedynastin som på så vis kunde förankra sig bakåt i den svenska historien.

## Som gifta
Paret bosatte sig på Stockholms slott i sedermera Prinsessan Sibyllas våning i den östra längan med utsikt mot Blasieholmen och Logården, den våning där drottning Josefina bott fram till sin död och som senare skulle övertas av prinsessan Sibylla och hennes barn.

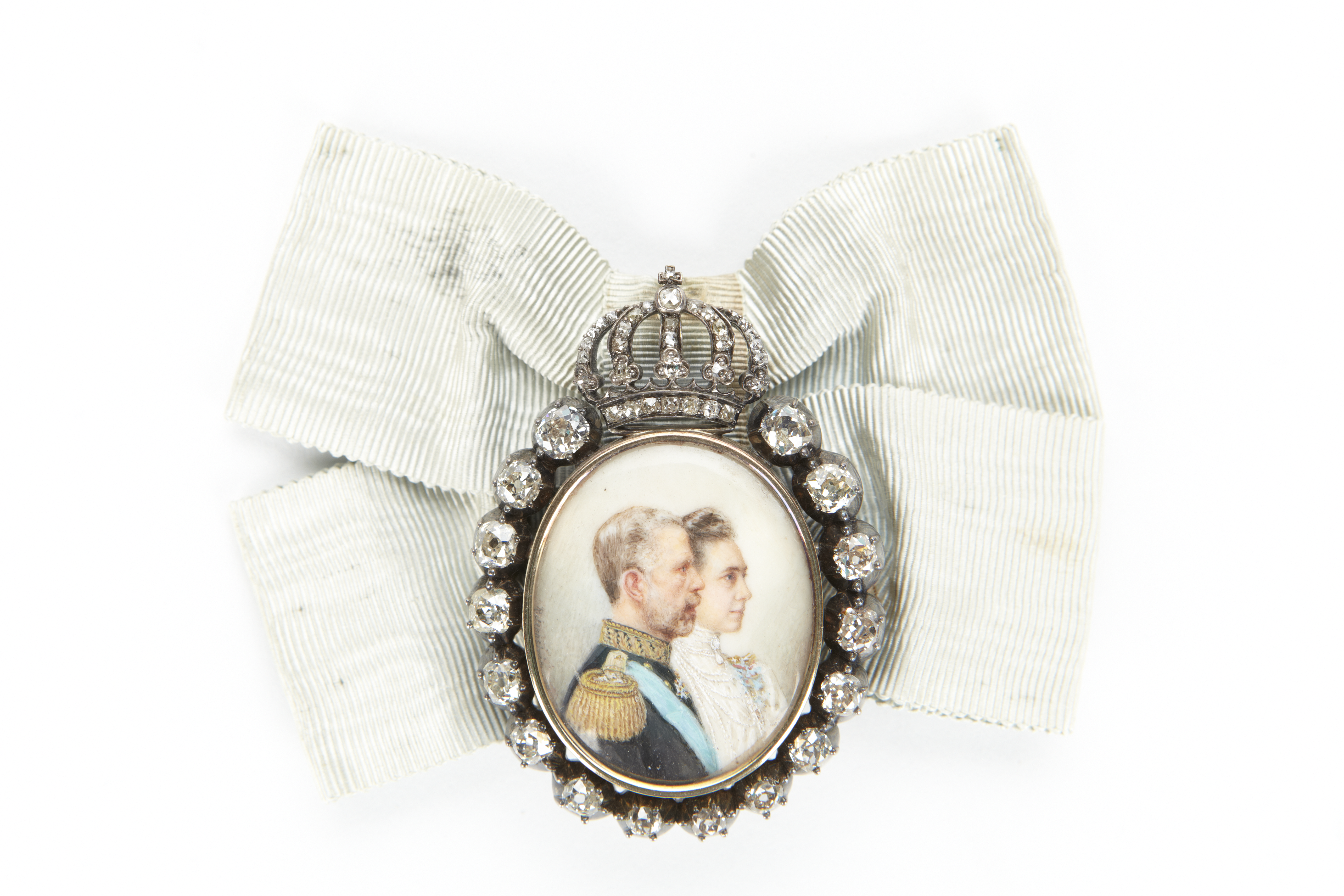
Hovfrökentecken med miniatyrporträtt av Gustaf V och Viktoria av Baden.

Efter festligheterna reste det unga paret tillbaka till Tyskland för att åter träffa Victorias föräldrar och träffade sedan släktingar i Neuwied och i Berlin och slutligen tillbringade de några dagar vid det danska hovet för att träffa kronprinsessan Louise, Gustafs kusin. I februari–mars 1882 besökte kronprinsparet den norska huvudstaden Kristiania. Victoria kom att besöka Norge ytterligare några gånger, bland annat reste hon med sin make genom Norge upp till Nordkap sommaren 1887.
Victoria deltog livligt i societetslivet i Stockholm, och anordnade baler, basarer, och diverse konstnärliga aftnar. Hon blev känd för sin välgörenhetsverksamhet, som ofta var skälet till de sammankomster och festligheter hon ordnade. Hon hade dock svårt att ställa om sig till de annorlunda traditionerna i det svenska hovet, och försökte förgäves införa tyska ceremonier och monarkiska system som var betydligt mera formbundna. Hon kunde även visa andra sidor, särskilt när det var fråga om konstnärlighet. År 1887 satte hon och hennes make upp skådespelet Legenden om den heliga Elisabeth på Musikaliska akademien, och framträdde själva i huvudrollerna inför ett utvalt sällskap. Behållningen gick till välgörande ändamål. Så länge som hon hade hälsan i behåll, förde Victoria ett aktivt friluftsliv, och brukade rida tillsammans med Gustav.

På sommaren 1882 stod det klart att Victoria var gravid och i november 1882 föddes sonen Gustaf Adolf. Kung Oscar hade förbjudit att prinsen skulle ges tyska namn. Han vill inte att hans sonson skulle kallas Fritz eller Wilhelm, men Victoria gav den nyfödde Fredrik och Vilhelm som andra och tredje namn. Efter förlossningen var Victoria klen, hade besvär med luftrören och hon reste till doktor J.G. Metzer i Amsterdam. År 1884 föddes Wilhelm och år 1889 föddes den yngste sonen Erik. Erik var sjuklig, led av epilepsi och hade en utvecklingsstörning. Förlossningen hade varit svår och efteråt drabbades Victoria av lungsäcksinflammation som hon aldrig riktigt återhämtade sig ifrån.

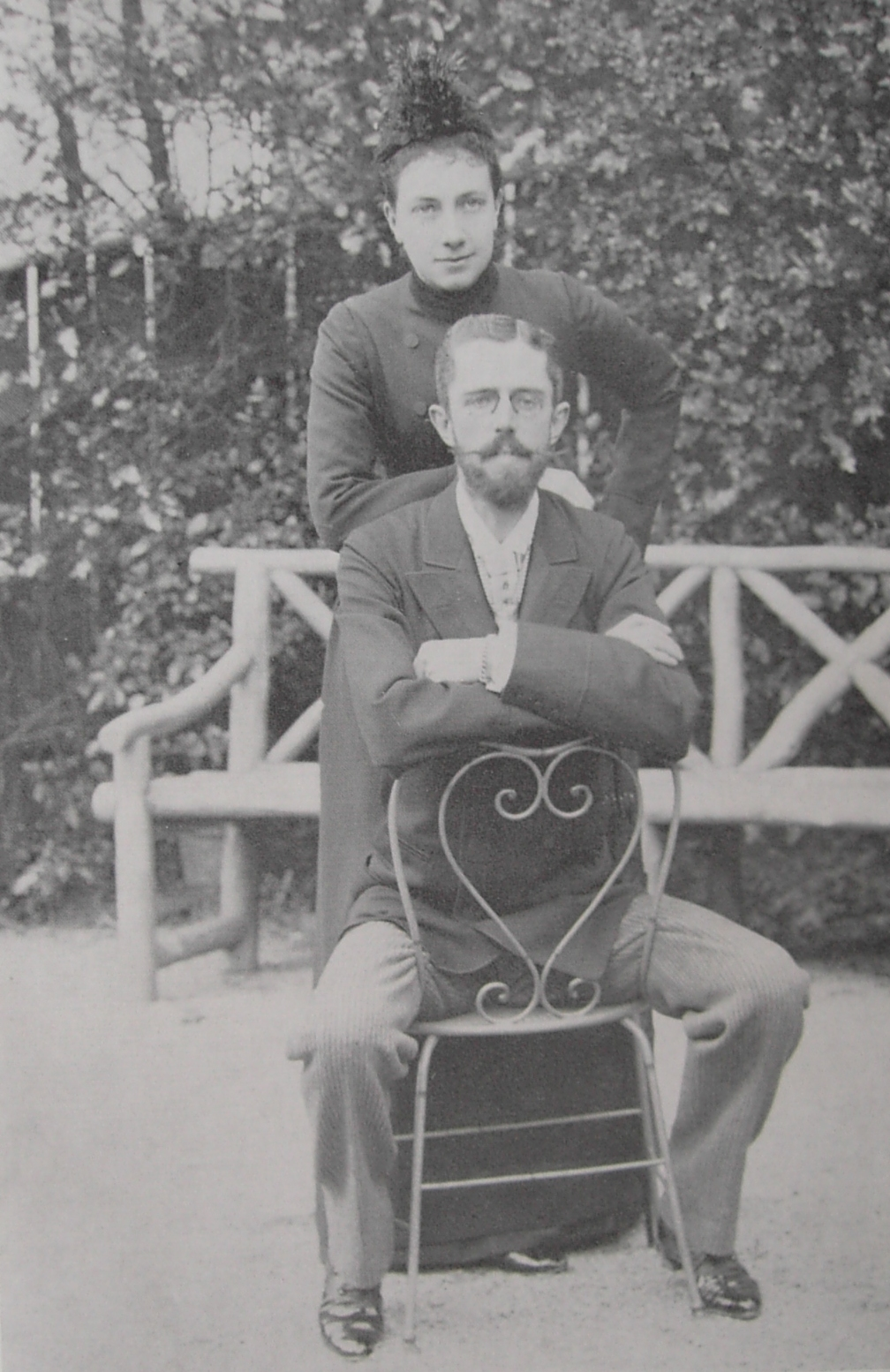
Victoria och Gustav i Baden-Baden 1890. Från 1890-talet blev deras äktenskap alltmer olyckligt.

Sommartid flyttade kronprinsparet och barnen ut till Tullgarns slott. Slottet ansågs dock vara alltför fuktigt för Victorias hälsa och hennes föräldrar förklarade sig beredda att bekosta byggandet av en ny sommarvilla på en torrare plats. Riksantikvarien Hans Hildebrand rekommenderade Öland och sommaren 1902 kryssade kronprinsparet längs Ölands västkust på Oskar II:s lustjakt Drott. I Räpplinge socken hittade Victoria själv en lämplig plats i en lövskog nära Borgholms slottsruin. Hon gav uppdraget att rita huset åt en då nästan okänd arkitekt, Torben Grut. Grut hade först ritat villan i nordisk stil men Victoria ville ha ett sommarhus i italiensk stil och de från början rektangulära fönstren ersattes med rundade venetianska fönsteröppningar avdelade med marmorkolonetter. Arkitekten Grut verkar i viss mån endast ha haft en verkställande roll medan alla viktiga beslut fattades av kronprinsessan och hennes läkare Axel Munthe. Hennes förebild var Munthes egen sommarvilla på Capri, San Michele. Sollidens trädgård fylldes med antika statyer, kopior från Munthes skulpturloggia i San Michele. I september 1903 kunde Victoria själv lägga grundstenen och 1906 var Solliden klart för inflyttning.

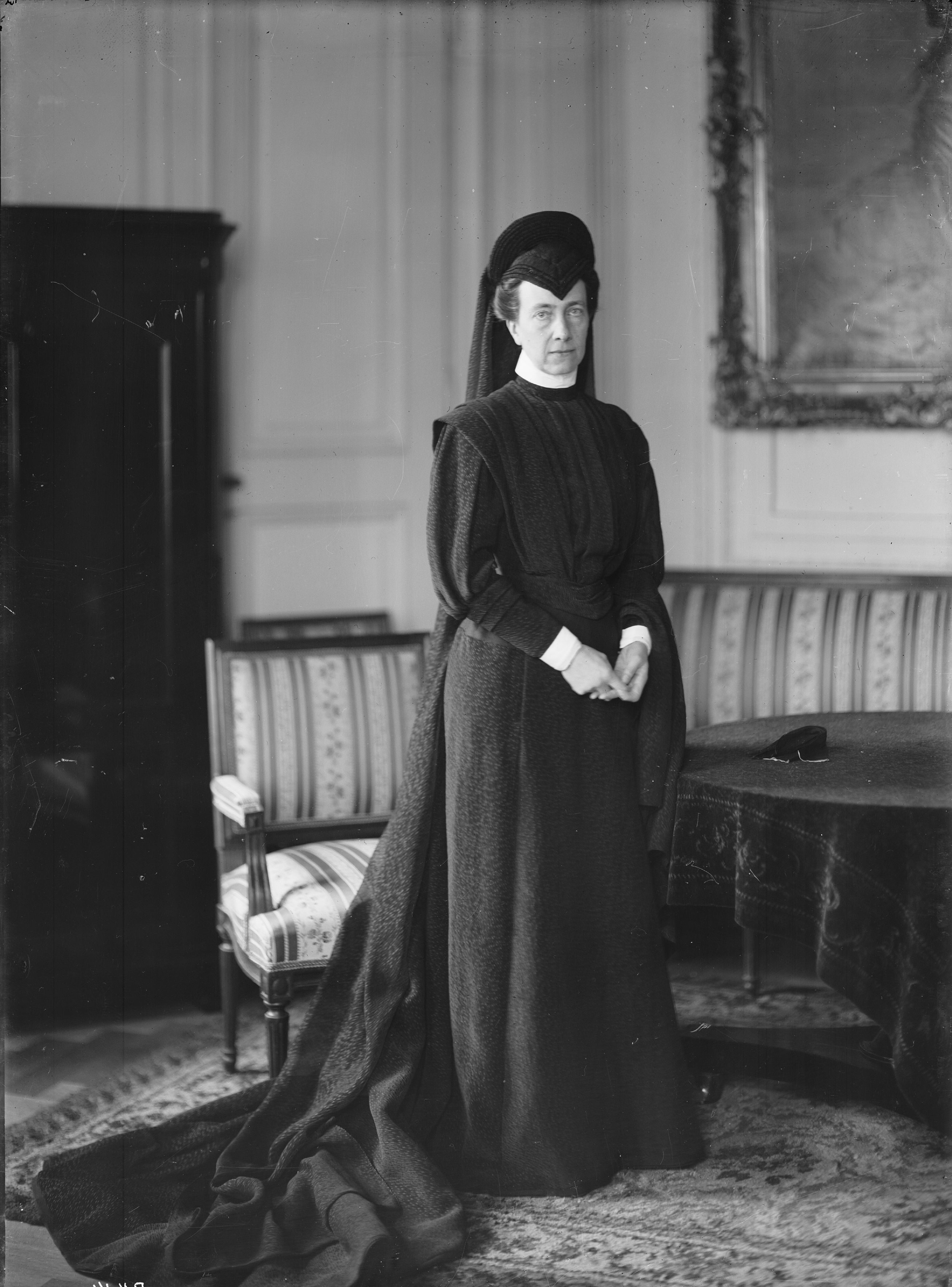
Victoria i sorgklädsel efter Oscar II:s död.

När hennes svärfader kung Oscar II avled 8 december 1907, blev Victoria drottning av Sverige. Året därpå fylldes av emottagna och avgivna statsbesök och andra officiella plikter. Bland annat besökte kung Edvard VII, drottning Alexandra och deras dotter prinsessan Victoria av England, Sverige den 27 april. Själv reste hon med sin make till bland annat London, Paris, Berlin och Wien. Sommaren 1908 utnämnde kejsar Vilhelm henne till hedersöverste i Das Stettiner Füsilier-Regiment N:o 34. Detta regemente hade före 1815 varit svenskt, och förlagt till Svenska Pommern under namnet Drottningens livregemente till fot.
Under de närmast följande åren blev det många sådana officiella besök. År 1913 tog kungaparet till exempel emot statsbesök av kung Viktor Emanuel III av Italien och drottning Elena. Så länge hon orkade deltog hon också ofta i informella överläggningar med representanter för den svenska partipolitiken. Särskilt Arvid Lindman hade en tät kontakt, bland annat brevledes, med henne.
Prins Wilhelm gifte sig 1908 med den ryska storfurstinnan Maria Pavlovna. Victoria närvarade inte vid vigseln utan brudparet besökte henne i Karlsruhe på deras bröllopsresa. Maria vantrivdes i Sverige och i sin dagbok skrev hon: En fruktansvärd tanke – år efter år med denne unge gubbe och omgiven av den där idiotiska familjen! Min Gud! På hösten 1913 förklarade hon för sin make att hon ville skiljas och for genast till Paris. Efter skilsmässan tog Victoria hand om deras 4-åriga son Lennart, som fick flytta in på Stockholms slott och bo i ett rum bredvid Victoria, då prins Vilhelm ofta var på resande fot. I sina memoarer beskriver han Victoria som mycket sträng, traditionsbunden och konservativ, med en stark religiös tro: [Victoria] var ofta otroligt hård och sträng, familj och hov darrade i lika måtto. Då var hon hög och kall och oåtkomlig och det var inte möjligt att rubba järnpansaret så mycket som en millimeter. Å andra sidan var hon också mycket kärleksfull och kunde själv hitta på långa sagor som hon berättade för sina barnbarn. Givmildhet var ett utmärkande drag hos henne: Jag har endast sällan, kanske aldrig, upplevt en mänska som så kunde gå upp i givandets glädje.
I september 1918 dog hennes yngste son Erik i dubbelsidig lunginflammation efter att ha drabbats av spanska sjukan. Prinsen var de sista åren av sitt liv bosatt på Drottningholm. Efter hans begravning i Riddarholmskyrkan utropades sex månaders hovsorg.
Under kriget reste Victoria fyra gånger till Tyskland för att besöka sin mor i Baden. En månad efter Eriks begravning åkte Victoria, hedersöverste av Stettin, återigen till Baden. Där fick hon uppleva den tyska kapitulationen och i ett brev till Sven Hedin skrev hon: Jag känner mig som jag blödde av obotliga sår och jag blyges för mitt land, mitt stolta härliga Tyskland, som stod så högt och sjunkit så djupt. Guds vägar är sannerligen outgrundliga. Kejsardömet Tyskland föll efter att kejsar Vilhelm II av Tyskland abdikerade 9 november 1918, med anledning av den tyska novemberrevolutionen och kapitulationen. Av rädsla för att bli attackerade flydde alla på slottet, inklusive änkestorhertiginnan Louise, först till slottet i Zwingerberg, sedan till slottet Langenstein vid Bodensjön och slutligen till slottet i Mainau. Victoria tvingades stanna i Tyskland i sex månader tills den politiska situationen i Tyskland lugnat ner sig. Först i juli 1919 kunde hon återvända till Sverige. En månad senare hade monarkin i Tyskland fallit, och Weimarrepubliken utropats.
Fastän hennes hälsa var dålig, följde hon med kungen på officiella besök ända långt mot slutet av sitt liv. År 1924 besökte kungaparet Dalarna. Den 21–24 augusti 1925 reste drottning Victoria med kungen och utrikesminister Östen Undén på statsbesök till Finland. Detta var det första statsbesök som avlagts i Finland efter självständigheten, och ett av hennes sista offentliga uppdrag.

## Politiskt intresse

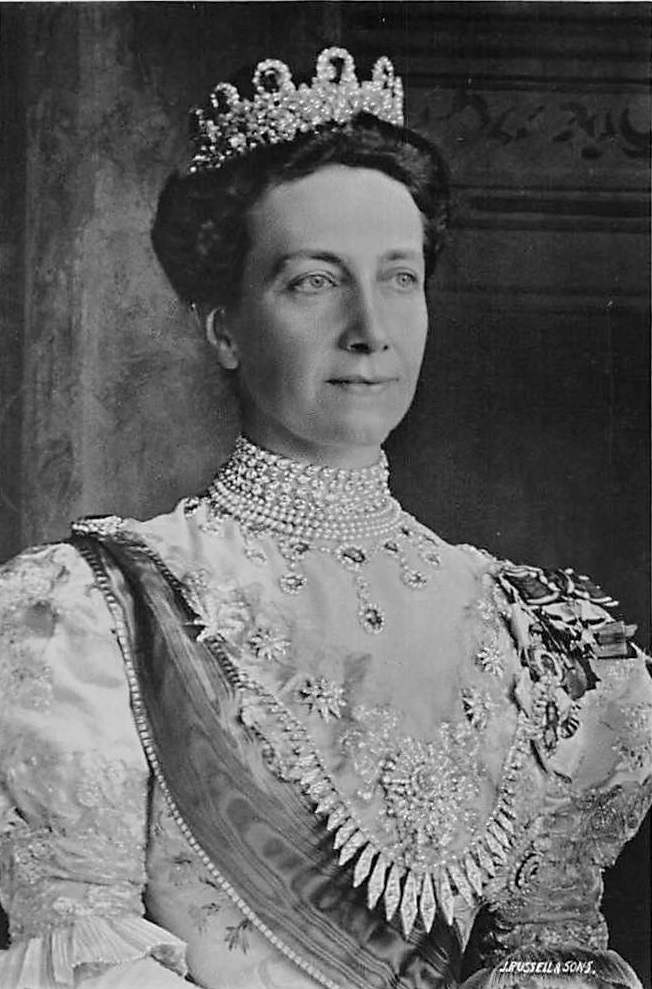
Efter Oscar II:s bortgång blev Victoria drottning av Sverige.

Victoria var politiskt konservativ och anhängare av den personliga kungamakten: 
Nog vet jag att jag är en vanlig dödlig, men kungadömets princip är viktig. Vi representera i landet utanför och över partierna kontinuiteten, som ej beröres av åsikter eller hänsyn till meningar. Jag är fullt medveten om att jag inte är märkvärdigare än andra, men vår furstliga plikt ålägger oss att fordra att principen respekteras.
Kungadömets princip innebar att en person var kallad av Gud att personligen leda ett folk, med full handlingsfrihet, för dess eget bästa. Hennes själasörjare var biskop Gottfrid Billing som också var högerledare i riksdagens första kammare.
Unionsupplösningen 1905 omtalade hon som en "revolution i Norge".
I efterhand har hon om unionsupplösningen sagt: 
"Huru har jag icke i min ringa mån försökt att göra uppmärksam på faran som låg uti att sköta denna olyckliga norska fråga som den gjorts; men vad betydde min svaga röst! och man visste ju allt så mycket bättre. Och då jag har den uppfattningen att kvinnor ej skola blanda sig i politiken, ansåg jag mig ej heller vara berättigad att säga mera än ett varningens ord."
Den politiska utvecklingen i Sverige under 1910-talet oroade Victoria. I ett brev från 1911 skrev hon till greve Ludvig Douglas och bad honom att bli riksmarskalk: När det ohyggliga ögonblicket är inne – jag kan ej beteckna det med andra ord – då förr eller senare ett vänsterministerium måste bildas, då behöver Konungen en tillgiven och pålitlig man i sin närhet [...]. Samma år tillträdde den liberale/frisinnade Karl Staaff som statsminister en andra gång, medan hon förgäves hade verkat för att få Lindmans högerregering att sitta kvar. Victoria beundrade upptäcktsresanden Sven Hedin och uppvaktade Hedins mor på hennes födelsedag. Hon stödde de krav på försvarspolitiken som framfördes i det av Hedin skrivna Borggårdstalet, och som hon renskrev. Som tiden bjöd, stod hon dock inte med kung Gustaf vid borggården när talet lästes upp – inte heller hade hon stått på slottsbalkongen när hennes make och son steg fram som Sveriges nya kung och kronprins 1907. Hon bevittnade händelserna i säkerhet från sin våning. Borggårdskrisen blev för Victoria något av en personlig triumf – statsminister Staaff och hans ministrar, som hon ömsom hade benämnt ”busar” och ”menedare”, hade tvingats på fall.

## Intresse för sociala frågor
När drottning Sofia öppnade Sophiahemmet 1887 hjälpte även Victoria till och efter Sofias bortgång övertog Victoria ledningen för hemmet 1914.
Stiftelsen Drottning Victorias Örlogshem bildades i Stockholm år 1908. Syftet var att bereda värnpliktiga vid Flottan, andra försvarsanställda, medlemmar i försvarets frivilligorganisationer och marina kamratföreningar, inkvartering till förmånliga priser i huvudstaden. Det finns fortfarande kvar på Blasieholmen i Stockholm.
Vid första världskrigets utbrott var Victoria med och organiserade insamling för de mest nödställda, Centralkommittén för samordning av särskild hjälpverksamhet. Kommittén fördelade bland annat karbidlampor, utsäde och babykläder till de mest behövande. Centralkommittén ordnade så att ett ålderdomshem, Viktoriahemmet, för samer kunde öppnas i Karesuando 1922. Driften övertogs av kommunen 1951.
Till Victorias 60-årsdag 1922 anordnades en insamling som fick ihop 170 000 kronor. Pengarna användes för att köpa den gamla kungsgården utanför Borgholm. Kungsgården gjordes om till ett vilohem för kvinnor, en hushållsskola och en trädgårdsskola och det hela stod klart 1924.

## Hälsa och resor

Fotografi på en munk vid Amalfi i Italien, tagen av Victoria under hennes resor.

Victoria hade redan från ung ålder problem med sin hälsa med ständiga hostningar och luftrörskatarr. Under 1880-talet tillbringade hon vintrarna i Mainau eller vid Bodensjön, och senare vistades hon om vintrarna i Rom. Efter prins Eriks födelse fick hon problem med luftrören och hade svårt med den kalla vintern i Sverige. Oscar II klagade i sina memoarer på att trots att hon reste till Södern varje vinter blev hon tydligen aldrig bättre av dessa resor. Kungens hälsa medgav inte att han kunde tillåta att den ställföreträdande regenten kronprins Gustaf lämnade landet, och han var mån om att kronprinsens värv skulle vara oavbrutet, varför han uttryckligen hindrade makarna att träffas om vintrarna.
Under 1890-talet fick Victoria dessutom problem med sin högra arm och gick tidvis med den i band. Hon fick också så småningom problem med ögonen och förlorade synen på ena ögat.
I Rom brukade Victoria bo på Grand Hotel vid Piazza d'Esedra. Hon besåg ofta stadens sevärdheter och besökte årligen påven Leo XIII fram till hans död 1903. Före resan till Sverige brukade Victoria med uppvaktning stanna en vecka i Venedig.

### Resan till Egypten

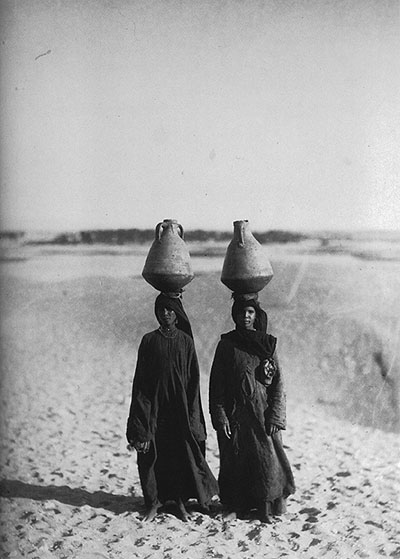
Kronprinsparet besökte Egypten 1890–1891 och där tog kronprinsessan hundratals fotografier. Här en bild på två beduinkvinnor i öknen.

Victoria hoppades att en långvarig vistelse i ett land med varm och torr luft skulle göra henne bättre. Tillsammans med Gustaf reste hon därför hösten 1890 till Egypten för att stanna där ett halvår. Victoria skrev en reseskildring, Vom Nil. Tagebuchblätter während des Aufenthalts in Egypten im Winter 1890–91, om resan där och Gustafs dagböcker därifrån finns också bevarade. Utgrävningar under resan resulterade också i föremål som donerades till Uppsala universitet och kom att ingå i Victoriamuseet för egyptiska fornsaker, som namngavs efter Victoria.
Victoria återkom till Sverige i slutet av juni 1891. Hon stannade på Tullgarns slott men den svenska sommaren visade sig vara ovanligt regnig och i slutet av augusti drabbades Victoria av hög feber. Doktor Ragnar Bruzelius ordinerade därför ytterligare en vinter i Egypten.
I november 1891 reste hon åter till Egypten men den här gången utan sällskap av sin make och hans adjutant, baron Gustaf von Blixen-Finecke. I Stockholm hade det uppkommit en viskningskampanj om att kronprinsessan hade haft en affär med adjutanten under besöket i Egypten. Ryktena nådde både kronprinsen och hans föräldrar. I ett brev till kung Oscar från den 29 augusti 1891 skriver kronprins Gustav att om en ny resa till Egypten blir aktuell blir det bäst om adjutanten stannar hemma, Så att menniskor ej få onödigtvis anledning till prat.
Sommaren 1892 tillbringades på Sofiero och på Tullgarns slott. I slutet av oktober flyttade kronprinsparet till Skabersjö slott. Men den 21 november lämnade hon Sverige och for till Karlsruhe, till synes ett mycket hastigt uppbrott som annonserades i Post- och Inrikes Tidningar först i efterhand.

Egyptiskt tyg till liv, från 1890-talet som tillhört drottning Victoria.

I efterhand står det klart att det under kronprinsparets resa till Egypten hände något mellan Victoria och adjutanten. Exakt vad som hände är oklart och ett brev som kung Oscar skrev till Gustaf i augusti 1891 hålls hemligt av Bernadottebiblioteket. I ett brev till sin mor, drottning Sofia, från december 1892 skriver kronprinsen om ett samtal han haft med Victoria där han konfronterat henne med sin kunskap: Jag slutade med att säga henne att mina känslor för henne ej voro de samma som förr efter allt vad som passerat under hösten, men att jag på samma gång ändå hade den förhoppningen kvar i mitt hjärta att om hon verkligen ville förändra sig i hela sitt uppförande och uppträdande allt åter kunde bliva bra igen en gång i framtiden. Han fortsatte: Ett sådant hjärtesår som hon tillfogat mig kan ej gro ihop på några dagar eller veckor, först måste jag se att det verkligen är allvar med hennes ånger.
Det är oklart vad som menas med ... efter allt vad passerat under hösten. Under hösten 1892 stannade kronprinsparet på Skabersjö slott vilket endast ligger 20 kilometer från Näsbyholms slott som är Blixen-Fineckes familjegods. Kronprinsessan och Gustaf von Blixen-Finecke träffades också officiellt vid det danska kungaparets besök i oktober 1892. Möjlighet finns att de två fortsatte att träffas i hemlighet under sommaren och hösten 1892. Enligt Hadenius (2010) är den enda rimliga tolkningen att Victoria och Blixen-Finecke haft ett intimt förhållande. von Platen menar att det hela knappast kan förklaras på annat sätt än en sexuellt fullbordad kärleksförbindelse. Jarlert ställer sig frågande till att det skett ett äktenskapsbrott och påpekar att Blixen-Finecke förblev ordonnansofficer hos kronprinsen till 1900 och sedan adjutant.

### Axel Munthe
Efter kronprinsparets vistelse i Egypten 1890–1891 lämnade de Kairo den 20 april och de skildes åt i Brindisi. Victoria stannade någon vecka i Sorrento, där det regnade, och reste därefter till Capri. Under sin sista dag i Capri, den 18 maj, träffade hon den svenske läkaren Axel Munthe för första gången. Det långa samtal de förde var i sak en medicinsk konsultation eftersom Victoria var missnöjd med sin egen läkare, doktor Vincent Lundberg. Axel Munthe hade inlett sin karriär i Paris men flyttat till Rom där han som expert på nervösa sjukdomar hade blivit en slags innedoktor och hade många patienter bland den europeiska aristokratin.

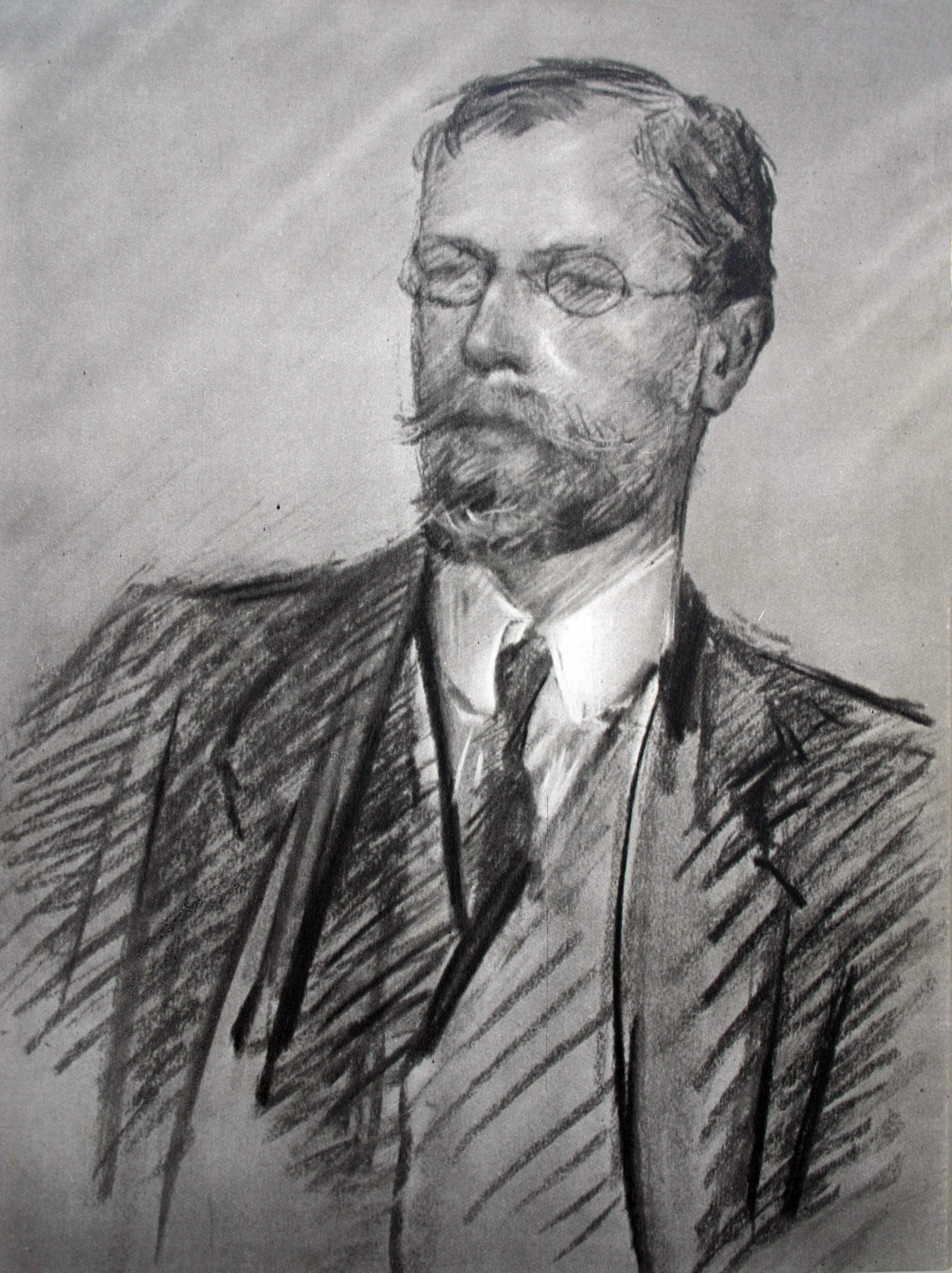
Axel Munthe. Porträtt av Feodora Gleichen.

I december 1892 fick Axel Munthe ett brev från kammarherre Rosenblad med en förfrågan om han kunde bli kronprinsessans läkare under hennes tre månader långa vistelse i Italien. Detta svarade Munthe ja till och han blev hennes läkare när hon kom till Rom den 4 mars 1893. Efter några veckor i Amalfi återkom Victoria till Rom. Tiden därefter började de umgås dagligen och det verkar som om förtroligheten snart övergick till varmare känslor. I maj reste de två till Venedig och av bevarade brev framgår att något viktigt har skett emellan de två:
| ”                                                             | Gud välsigne Er för Ert kära brev, så likt Er själv sådan Ni var i Venedig! Ja, Ni har rätt, det var lyckliga dagar vi tillbragte tillsammans i det sköna Venedig med Livets hårda verklighet så fjärran och barmhärtig glömska i våra sinnen! Åh! vi hade båda så mycket att glömma – jag till och med mer än Ni, ty jag måste glömma, inte vem Ni var, ty för mig är Ni mitt hjärtas dam och ingenting annat; utan glömma att Era tankar gick till en annan man. [...] Jag kan inte tro att vi gjorde fel som glömde vilka vi var, att Gud skulle kunna tycka illa om oss stackars människovarelser som vågade känna lycka och tacksamhet för några timmars tystnad och frid mitt i vardagslivets buller och larm – var det inte som en söndag för trötta tankar, denna vackra långa Venedigdag, efter en vecka av hårt arbete och slit. | „ |
| – Bengt Jangfeldt: En osalig ande. Berättelsen om Axel Munthe | |   |

Efter besöket i Venedig reste Victoria till sina föräldrar i Karlsruhe. För Munthe, som ju hade sin läkarpraktik i Rom, var det ingen självklarhet att resa till Sverige. För sin korta tid som Victorias läkare blev han den 1 juli utnämnd till riddare av Nordstjärneorden. I mitten av september 1893 flyttade kronprinsparet till Sofiero och där anslöt sig Munthe. För att inte väcka misstankar inledde de ett rollspel där de visade ointresse för varandra eller samtalade på engelska för att inte uppvaktningen skulle förstå.
Bevarade brev visar att de två är helt förtroliga med varandra. Victoria berättar att all intim samvaro med kronprinsen har upphört och hon berättar också att hon hellre sitter och har tråkigt i någon tysk kurort än stannar på Tullgarn med kronprinsen. I ett brev från 1903 skriver Victoria hur Gustaf har förbjudit henne att åka och träffa sonen Wilhelm när han medverkar i en flottövning: Jag befinner mig i ett desperat tillstånd av ”låghet”, det är litet bättre nu när Prinsen är borta, men när han är här står jag helt enkelt inte ut. När jag läser i tidningen om ett skilsmässofall avundas jag parterna! Hon fortsätter: Tårarna rinner även när jag skriver dessa rader; jag kan inte rå för det, jag känner mig så fruktansvärt eländig & ensam & övergiven. Varför måste man leva fjättrad på detta vis? Det är så hemskt svårt. Gud välsigne Dig. Var snäll och förlåt mig för att jag skriver så här, men jag måste lätta på hjärtat, annars kan jag inte leva vidare.

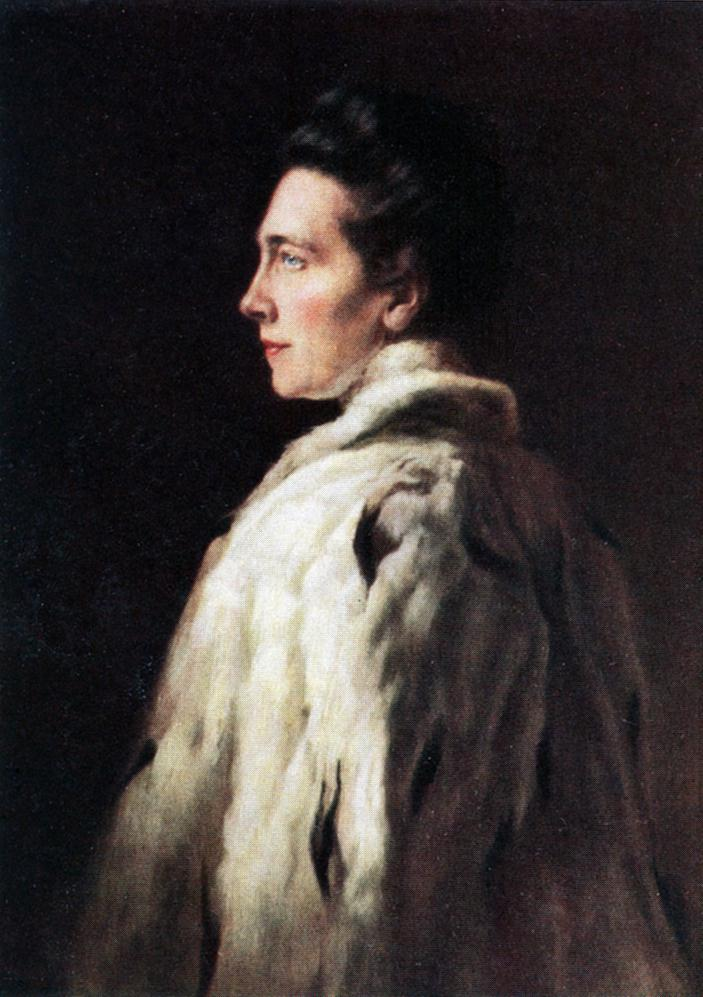
Victoria på en målning av Otto Propheter omkring 1910.

Kronprinsessan besökte Italien varje år från 1901 fram till första världskrigets utbrott. När Munthe besökte kronprinsessan på Solliden bodde han i ett gästrum i själva huset. Ett brev från Victoria till Munthe skrivet hösten 1906 efter invigningen av Solliden visar att hennes känslor är lika starka: Ja, tack gode Gud att jag vet att varken tid eller rum kan skilja oss & jag känner mer än någonsin att jag är Din, Din, för evigt. Tack gode Gud att jag kan höra ekot i Ditt hjärta att Du är min också!
Under de nära 40 år Munthe och Victoria kände varande måste de ha utväxlat hundratals brev men endast 16 finns bevarade. Att deras relation inleddes med en blixtförälskelse står dock klart. Victoria skriver i ett brev till honom 1893: Vet Du, jag börjar tro att det är helt naturligt & precis som det skall vara, att jag inte kan sova, då Du inte heller kan det! Och eftersom det finns en viss kommunikation mellan våra själar, antar jag att det är en naturlig konsekvens.  Hadenius (2010) menar att det finns skäl att tvivla på ett kärleksförhållande eller åtminstone en erotisk relation mellan de två medan von Platen (2002) benämner henne som Munthes älskarinna. Jarlert menar att det är svårt att anta Victoria skulle ha haft ett långvarigt, sexuellt förhållande med sin läkare.
I maj 1907 gifte sig Munthe med en patient, Hilda Pennington Mellor. Hur Victoria reagerade på detta är okänt men hennes resor till Capri fortsatte eftersom hon köpt ett eget hus på Capri, Casa Caprile. Utbrottet av första världskriget satte stopp för hennes resor till Italien. Munthe, liberal och vän av England, lär ha haft ett storgräl med Victoria och lämnade in sin avskedsansökan som hennes läkare, som dock inte godtogs. Under kriget var Munthe fältläkare vid västfronten i Frankrike och skrev romanen Red Cross & Iron Cross som är ett våldsamt angrepp på Tyskland. Romanen gavs ut anonymt av hänsyn till Victoria.
Victoria och Munthe träffades först igen sommaren 1921 när han besökte henne på Solliden. Efter hans avresa skrev hon: Den gamla vänskapen är stark & kommer att vara tills jag sluter mina ögon för den sista sömnen! 
Under 1920-talet försämrades hennes hälsa ytterligare och hon bosatte sig permanent i Rom. Med hjälp av Axel Munthe köpte hon ett hus i Rom med utsikt över Tibern, Villa Svezia, på Via Aldobrandi 27. Sista gången hon besökte Sverige var 1928 när Gustaf V fyllde 70 år.
Hösten 1928 kom hon till Rom och stannade där till juni 1929, när hon reste till slottet Mainau, som hon nu hade ärvt efter sin avlidne bror. Enligt Munthe var en förutsättning för hennes hälsa att den kungliga familjen lämnade henne i fred, särskilt kungen, kronprinsen och prins Wilhelm. Efter vintern 1929 blev hon allt svagare och drabbades återkommande av kärlkramp och fått diagnosen lungemfysem. Hon kunde inte längre skriva sina brev själv.
I mars 1930 hade Gustaf och prinsarna Gustaf Adolf och Wilhelm kommit till Rom eftersom det var uppenbart att hon inte hade lång tid kvar i livet. Den 31 mars övertalade hon Gustaf och prinsessan Ingrid att lämna Rom och besöka Neapel-bukten. Enligt Munthe berodde detta på att Victoria ville dö ifred utan familjen närvarande. Helst hade hon velat dö på Capri men detta var inte möjligt.

## Bortgång
Klockan 7 på kvällen den 4 april 1930 avled Victoria i Villa Svezia i en hjärtattack. Vid hennes bortgång var ett antal personer närvarande i rummet. Enligt Jangfeldt (2003) som stödjer sig på Munthes egen beskrivning var fyra personer samlade i hennes rum: kung Gustaf, prins Wilhelm, Axel Munthe och Agnes Bergman, drottningens kammarfru. Kungen och Munthe stod på var sin sida om sängen och höll Victoria i handen, när hon vände sig mot Munthe och yttrade sina sista ord: Come soon.  Enligt Jansson (1963) närvarade Gustav V, prins Wilhelm och Agnes Bergman medan Munthe var frånvarande. Jarlert (2012) citerar ett brev av prins Wilhem som uppger att endast prinsen själv, Gustav V och sköterskorna närvarade vid Victorias bortgång.
Dagen efter utfärdades en officiell kommuniké om dödsfallet: Det har behagat Herren den Allrahögste att efter sitt outrannsakliga och allvisa råd i går kl. 7 e.m. till ett högre liv kalla Hennes Majestät Drottningen av Sverige Sophie Maria Victoria. Vördande försynens visa skickelse och i undergivenhet för dess vilja skall den med Sveriges trofasta folk i djup sorg försänkta kungafamiljen hämta tröst och styrka ur hågkomsten av den höga hädangångnas ädla och varmhjärtade personlighet.

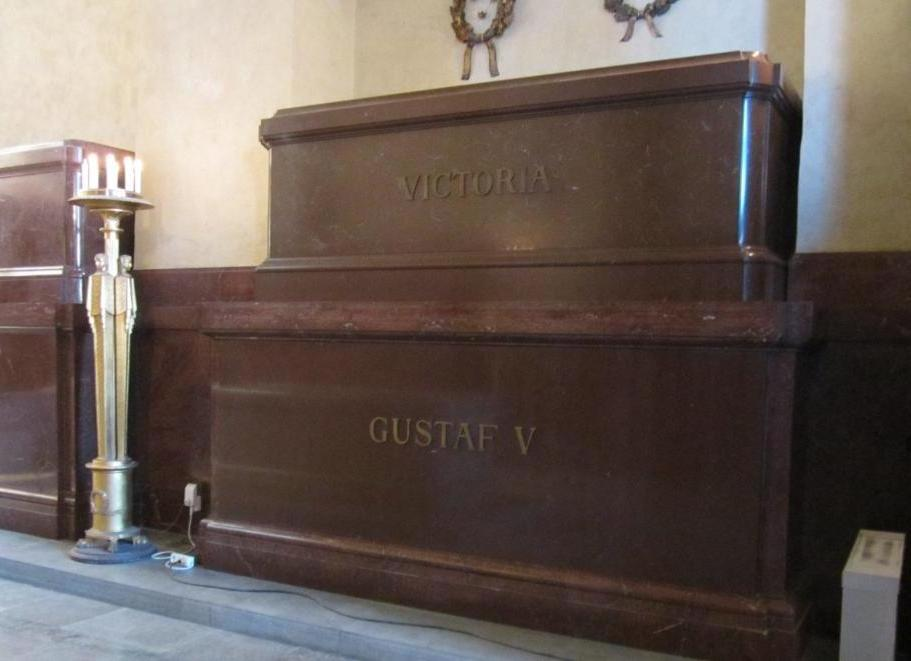
Victorias och Gustaf V:s sarkofager i det Bernadotteska gravkoret i Riddarholmskyrkan.

Söndagen den 6 april var det Munthe personligen som balsamerade drottningens kropp. Hennes stoft fördes till Sverige först med tåg till Swinemünde och därifrån med pansarskeppet som bar hennes eget namn. Den 12 april ägde statsbegravningen rum i Riddarholmskyrkan, och kung Gustaf hade personligen gjort blomarrangemangen vid kistan. Officiant vid begravningen var ärkebiskop Nathan Söderblom. Samtliga de nordiska statsöverhuvudena var närvarande. Särskilda minnesgudstjänster hölls även i Berlin och Rom i närvaro av Tysklands rikspresident Paul von Hindenburg och den italienske premiärministern Benito Mussolini.
Före sin bortgång hade Victoria bett att alla hennes fotografiska glasplåtar skulle förstöras. På våren 1930 kastades därför tusentals glasplåtar i vattnet utanför Tullgarns slott. Efter Gustaf V:s död brändes dessutom alla brev mellan honom och Victoria efter instruktioner i deras testamenten. Flera frågor om relationen mellan de två kan därför aldrig med säkerhet besvaras, allt förstördes både av privat och yrkesmässig karaktär och kan aldrig någonsin rekonstrueras. Hennes dagböcker har påståtts vara ointressanta.

## Barn
- Gustaf Adolf (1882–1973), hertig av Skåne, sedan kung.
- Wilhelm (1884–1965), hertig av Södermanland.
- Erik (1889–1918), hertig av Västmanland.

## Genealogi
Victoria var genom sin far barnbarns barn till Gustav IV Adolf, som var son till Gustav III. Genom Victoria av Baden är därmed nuvarande kungen, Carl XVI Gustaf, i direkt nedstigande led släkting med Gustav Vasa, se släkttavlan Holstein-Gottorpska ätten.
|                               |  |  |  |  |  |  |  |                               |  |  |  |  |  |  |  |                                                              |  |  |  |  |  |  |  | Storhertig Karl Fredrik av Baden                                 |
|                               |  |  |  |  |  |  |  |                               |  |  |  |  |  |  |  |                                                              |  |  |  |  |  |  |  |                                                                  |
|                               |  |  |  |  |  |  |  |                               |  |  |  |  |  |  |  | Storhertig Leopold av Baden                                  |  |  |  |  |  |  |  |                                                                  |
|                               |  |  |  |  |  |  |  |                               |  |  |  |  |  |  |  |                                                              |  |  |  |  |  |  |  |                                                                  |
|                               |  |  |  |  |  |  |  |                               |  |  |  |  |  |  |  |                                                              |  |  |  |  |  |  |  | Luise Caroline Geyer von Geyersberg, grevinna von Hochberg       |
|                               |  |  |  |  |  |  |  |                               |  |  |  |  |  |  |  |                                                              |  |  |  |  |  |  |  |                                                                  |
|                               |  |  |  |  |  |  |  | Storhertig Fredrik I av Baden |  |  |  |  |  |  |  |                                                              |  |  |  |  |  |  |  |                                                                  |
|                               |  |  |  |  |  |  |  |                               |  |  |  |  |  |  |  |                                                              |  |  |  |  |  |  |  |                                                                  |
|                               |  |  |  |  |  |  |  |                               |  |  |  |  |  |  |  |                                                              |  |  |  |  |  |  |  | Kung Gustav IV Adolf av Sverige                                  |
|                               |  |  |  |  |  |  |  |                               |  |  |  |  |  |  |  |                                                              |  |  |  |  |  |  |  |                                                                  |
|                               |  |  |  |  |  |  |  |                               |  |  |  |  |  |  |  | Prinsessan Sofia av Sverige                                  |  |  |  |  |  |  |  |                                                                  |
|                               |  |  |  |  |  |  |  |                               |  |  |  |  |  |  |  |                                                              |  |  |  |  |  |  |  |                                                                  |
|                               |  |  |  |  |  |  |  |                               |  |  |  |  |  |  |  |                                                              |  |  |  |  |  |  |  | Prinsessan Friedrike av Baden, drottning av Sverige              |
|                               |  |  |  |  |  |  |  |                               |  |  |  |  |  |  |  |                                                              |  |  |  |  |  |  |  |                                                                  |
| Drottning Victoria av Sverige |  |  |  |  |  |  |  |                               |  |  |  |  |  |  |  |                                                              |  |  |  |  |  |  |  |                                                                  |
|                               |  |  |  |  |  |  |  |                               |  |  |  |  |  |  |  |                                                              |  |  |  |  |  |  |  | Kung Fredrik Vilhelm III av Preussen                             |
|                               |  |  |  |  |  |  |  |                               |  |  |  |  |  |  |  |                                                              |  |  |  |  |  |  |  |                                                                  |
|                               |  |  |  |  |  |  |  |                               |  |  |  |  |  |  |  | Kejsar Vilhelm I av Tyskland, kung av Preussen               |  |  |  |  |  |  |  |                                                                  |
|                               |  |  |  |  |  |  |  |                               |  |  |  |  |  |  |  |                                                              |  |  |  |  |  |  |  |                                                                  |
|                               |  |  |  |  |  |  |  |                               |  |  |  |  |  |  |  |                                                              |  |  |  |  |  |  |  | Hertiginnan Luise av Mecklenburg-Strelitz, drottning av Preussen |
|                               |  |  |  |  |  |  |  |                               |  |  |  |  |  |  |  |                                                              |  |  |  |  |  |  |  |                                                                  |
|                               |  |  |  |  |  |  |  | Prinsessan Luise av Preussen  |  |  |  |  |  |  |  |                                                              |  |  |  |  |  |  |  |                                                                  |
|                               |  |  |  |  |  |  |  |                               |  |  |  |  |  |  |  |                                                              |  |  |  |  |  |  |  |                                                                  |
|                               |  |  |  |  |  |  |  |                               |  |  |  |  |  |  |  |                                                              |  |  |  |  |  |  |  | Storhertig Karl Fredrik av Sachsen-Weimar                        |
|                               |  |  |  |  |  |  |  |                               |  |  |  |  |  |  |  |                                                              |  |  |  |  |  |  |  |                                                                  |
|                               |  |  |  |  |  |  |  |                               |  |  |  |  |  |  |  | Prinsessan Augusta av Sachsen-Weimar, kejsarinna av Tyskland |  |  |  |  |  |  |  |                                                                  |
|                               |  |  |  |  |  |  |  |                               |  |  |  |  |  |  |  |                                                              |  |  |  |  |  |  |  |                                                                  |
|                               |  |  |  |  |  |  |  |                               |  |  |  |  |  |  |  |                                                              |  |  |  |  |  |  |  | Storfurstinnan Maria Pavlovna av Ryssland                        |
|                               |  |  |  |  |  |  |  |                               |  |  |  |  |  |  |  |                                                              |  |  |  |  |  |  |  |                                                                  |

### Fotnoter
1. ↑  Bonniers Konversationslexikon 1948, band XIV sp. 733
2. ↑  Fjellman (1980), sid. 16.
3. 1 2  Hadenius (2010), sid. 23–24
4. ↑  Minnesalbum (1930), sid. 16–18.
5. ↑  Jansson (1963), sid. 35–39.
6. ↑  Jansson (1963), sid. 40–41.
7. 1 2  Hadenius (2010), sid. 28–29
8. ↑  Jansson (1963), sid. 42–44.
9. ↑  Fjellman (1980), sid. 27–28.
10. ↑  von Platen (2002), sid. 29−34
11. ↑  Jansson (1963), sid. 50
12. ↑  Jansson (1963), sid. 52−53, 61
13. ↑  von Platen (2002), sid. 37−44
14. ↑  Jansson (1963), sid. 56.
15. ↑  Jansson (1963), sid. 60.
16. ↑  von Platen (2002), sid. 52, 59
17. ↑  Malin Grundberg (1999). Anne Marie Dahlberg. red. ”En roll i förändring - drottningarna i Sverige 1850 - 1950”. Drottningar, kvinnlighet och makt (Stockholm: Livrustkammaren).
18. ↑  von Platen (2002), sid. 54−55; Jansson (1963), sid. 71
19. ↑  Jansson (1963), sid. 71−73
20. ↑  von Platen (2002), sid. 106. I ett brev till kronprinsen skrev Oscar II: "Jag behöver ej säga att jag räknar med min käre Sons ståndaktighet i detta fall, ty med sorg skulle jag se att min äldste sonson kallas Wilhelm eller Fritz."
21. ↑  Jangfeldt (2003), sid. 274
22. ↑  Jangfeldt (2003), sid. 368–370
23. ↑  Hadenius (2010), sid. 69–73
24. ↑  Hadenius (2010), sid. 80
25. ↑  Lindman (1972), sid. 43
26. ↑  Bernadotte (1977), sid. 153
27. ↑  Bernadotte (1977), sid. 30–33
28. ↑  ”Arkiverade kopian”. Arkiverad från originalet den 5 augusti 2020. https://web.archive.org/web/20200805014501/https://www.kungahuset.se/kungafamiljen/attenbernadotteslakttrad/prinserik.4.2dc9487f14e8c508d03660.html. Läst 3 december 2020.
29. ↑  von Platen (2002), sid. 316−317
30. ↑  Hadenius (2010), sid. 140
31. ↑  von Platen (2002), sid. 317−322
32. ↑  Minnesalbum. Drottning Victoria 1862–1930, sid. 39
33. ↑  Jansson (1963), sid. 155–158
34. ↑  Hadenius (2010), sid. 52–53 som citerar friherrinnan Falkenberg, hovdam hos Victorias föräldrar i Karlsruhe: 
"Den 8 juni på eftermiddagen fick jag bud med uppmaning att infinna mig hos kronprinsessan. Vid mitt inträde i hennes salong stod hon mitt i rummet, rak, ståtlig och lugn, fast något blekare än vanligt och sade med fast stämma: 'Det är revolution i Norge, kungen är avsatt, kronprinsen var på väg hit från Berlin, men skall nu i stället fara hem'."
35. ↑  Hadenius (2010), sid. 53
36. ↑  von Platen (2002), sid. 211
37. ↑  Lindman, (1972), sid. 20
38. ↑  Lindman (1972), sid. 149
39. ↑  Lewin (1984), sid. 122
40. ↑  Jansson (1963), sid. 66
41. ↑  ”Stiftelsen Drottning Victorias Örlogshem”. Arkiverad från originalet den 12 augusti 2016. https://web.archive.org/web/20160812060736/http://www.orlogshemmet.com/historia.html. Läst 29 augusti 2016.
42. ↑  Lundström, Catarina (2015). Den goda viljan. Kvinnliga missionärer och koloniala möten i Tunisien och västra Jämtland. Lund: Nordic Academic Press. sid. 137. ISBN 978-91-87675-59-1
43. ↑  Jansson (1963), sid. 213–216
44. ↑  Oscar II, sid. 285
45. ↑  Oscar II, sid. 343
46. ↑  Hadenius (2010), sid. 59–63
47. ↑  ”En kort historik över Victoriamuseets samling”. Arkiverad från originalet den 29 augusti 2016. https://web.archive.org/web/20160829152920/http://www.gustavianum.uu.se/gustavianums-historiska-samlingar/egyptologi/egyptologiska-samlingen/en-kort-historik-over-victoriamuseets-samling/. Läst 29 augusti 2016.
48. ↑  von Platen (2002), sid. 142
49. ↑  von Platen (2002), sid. 119–148.
50. ↑  Fjellman (1980), sid. 93–94
51. ↑  von Platen (2002), sid. 142–146
52. ↑  Hadenius (2010), sid. 67
53. ↑  von Platen (2002), sid. 147
54. ↑  Jarlert (2010), sid. 153
55. ↑  Jangfeldt (2003), sid. 270−271
56. ↑  Jangfeldt (2003), sid. 279–280. Brevet i original är skrivet på engelska.
57. ↑  Jangfeldt (2003), sid. 286
58. ↑  Jangfeldt (2003), sid. 260
59. ↑  Jangfeldt (2003), sid. 367
60. ↑  Jangfeldt (2003), sid. 391.
61. ↑  Jangfeldt (2003), sid. 290.
62. ↑  Hadenius (2010), sid.91−93.
63. ↑  von Platen (2002), sid. 416
64. ↑  Jarlert (2012), sid. 190
65. ↑  Jangfeldt (2003), sid. 423, 449−454
66. ↑  Jangfeldt (2003), sid. 478
67. ↑  Jangfeldt (2003), sid. 495
68. ↑  von Platen (2002), sid. 394
69. ↑  Jangfeldt (2003), sid. 506−516
70. ↑  Jangfeldt (2003), sid. 517
71. 1 2  Fjellman (1980), sid. 213.
72. ↑  Jangfeldt (2003), sid. 522.
73. ↑  Jansson (1963), sid. 225
74. ↑  Jarlert (2012), sid. 333
75. ↑  Jarlert (2012), sid. 334
76. ↑  Fjellman (1980), sid. 197.
77. ↑  von Platen (2002), sod. 57, 404−405
78. ↑  Jansson (1963), sid. 16
79. 1 2 3 4 5 6  Hadenius (2010), sid. 195
80. ↑  Jangfeldt (2003), sid. 273